# 魯美辰

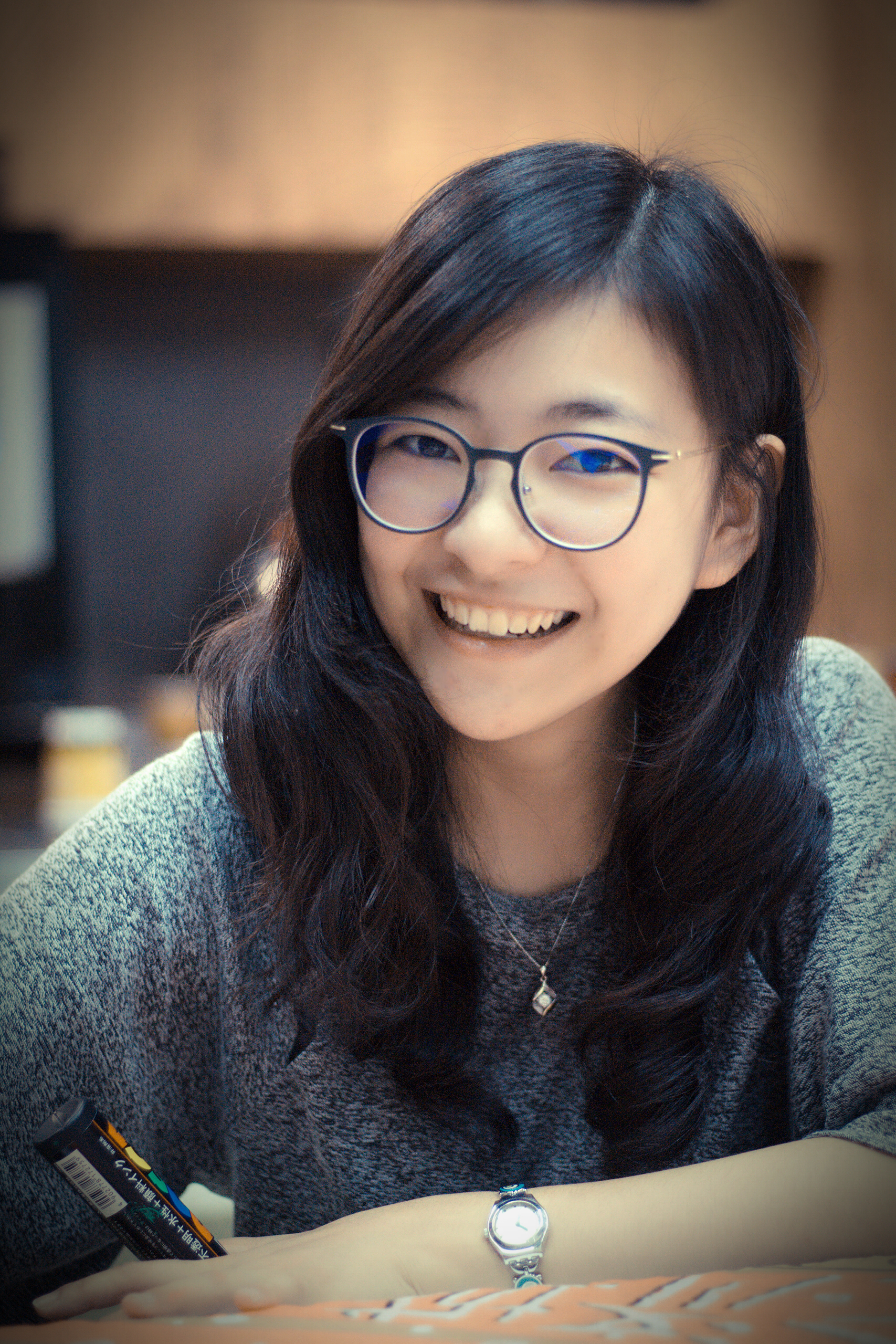
魯美辰

魯美辰（英文名稱：Rebecca，？—），高雄人，台灣視覺圖像紀錄師，雲林科技大學工業設計系畢業，與好友周汭（Rae Chou）同為Cupos享畫工作室創辦人，主推圖像輔助記憶。長於電腦動畫設計。

## 生平
魯美辰高中就讀於高雄高商廣告設計系。大學畢業於國立雲林科技大學工業設計系。
高中就讀期間，魯美辰曾奪得全國美展第2名，也因熱愛畫畫結識好友周汭（Rae）。大學畢業後的魯美辰返回高雄欲找工作時，與周汭參加青年職涯發展中心的創業課程，在視覺圖像引導師Jayce的引導下嘗試創業，於高雄成立Cupos享畫工作室。2015 年，成立工作室的第一年，魯美辰與共同創辦人周汭以大量接案來磨練實務經驗，其中與ASUS 華碩的合作，使他們接下後續的企業記錄與引導專案。之後與天下文化、TEDxTaipei、DFC台灣童心創意行動協會、Nike等企業組織合作，讓魯美辰的視覺紀錄工作推廣到不同的產業領域。
魯美辰致力於以圖像輔助大腦記憶，創造出引領年輕人學習新知識的興趣，透過視覺圖像創作與紀錄，讓更多人愛上閱讀，也幫助記錄會議過程與決策。作品《TED系列書籍推廣圖像動畫 》、工研院節電資訊動畫《小舉動大改變，節電也能愛地球 》等，除了業界的實務經驗，也致力於讓更多人認識到視覺傳達與溝通學習的新工具，在2016年初開始舉辦工作坊，以引導的方式讓學員們認識圖像設計與擷取重點的技巧：聆聽、分解、拆解、重組，接著以圖像記錄手繪的方式呈現。最後更在文化大學推廣部開課，做系列的課程活動。
2017年工作室改組為Cupos享畫有限公司，以擴大兩位創辦人的視覺圖像推廣工作。

## 創作風格
魯美辰的視覺圖像紀錄啟發來自於李珮玉（Jayce）引導師的影響，擅長於電腦動畫設計以及偏向於細膩描述的畫風，如：老虎的毛髮、青蛙身上的皮膚紋理等。